# Damigiana
La damigiana è un tipo di vaso vinario in vetro, con capacità da 5, 10, 12, 15, 17, 20, 23, 25, 28, 34 e 54 litri.
Ha una forma rotonda e nel passato era rivestita in vimini e con fondo di legno di castagno per il trasporto (attualmente il rivestimento è perlopiù in plastica). Le damigiane erano i bottiglioni familiari degli italiani: una damigiana di vino bastava per circa un mese in una famiglia.
Vengono ancora usate nelle cantine "storiche" come contenitori per ottimizzare le capacità dei tini grandi.

## Origine del nome
L'etimologia tradizionale afferma che damigiana proviene dal francese dame Jeanne (la "signora Giovanna", con allusione scherzosa alla forma tondeggiante), per alcuni francesi legati al mondo enologico invece è stato dato in onore di Giovanna d'Angiò regina di Sicilia, che nel 1347 fuggì da Napoli per rifugiarsi nella sua contea di origine in Provenza. Secondo il Dizionario etimologico italiano di Carlo Battisti e Giovanni Alessio, damigiana invece non deriverebbe dal francese ma dal provenzale demeg, a sua volta da un latino tardo *demedius per il classico dīmidius, "mezzo", oppure dall'arabo damajān, un recipiente di creta proveniente dalla città persiana di Damghan.

## Galleria d'immagini

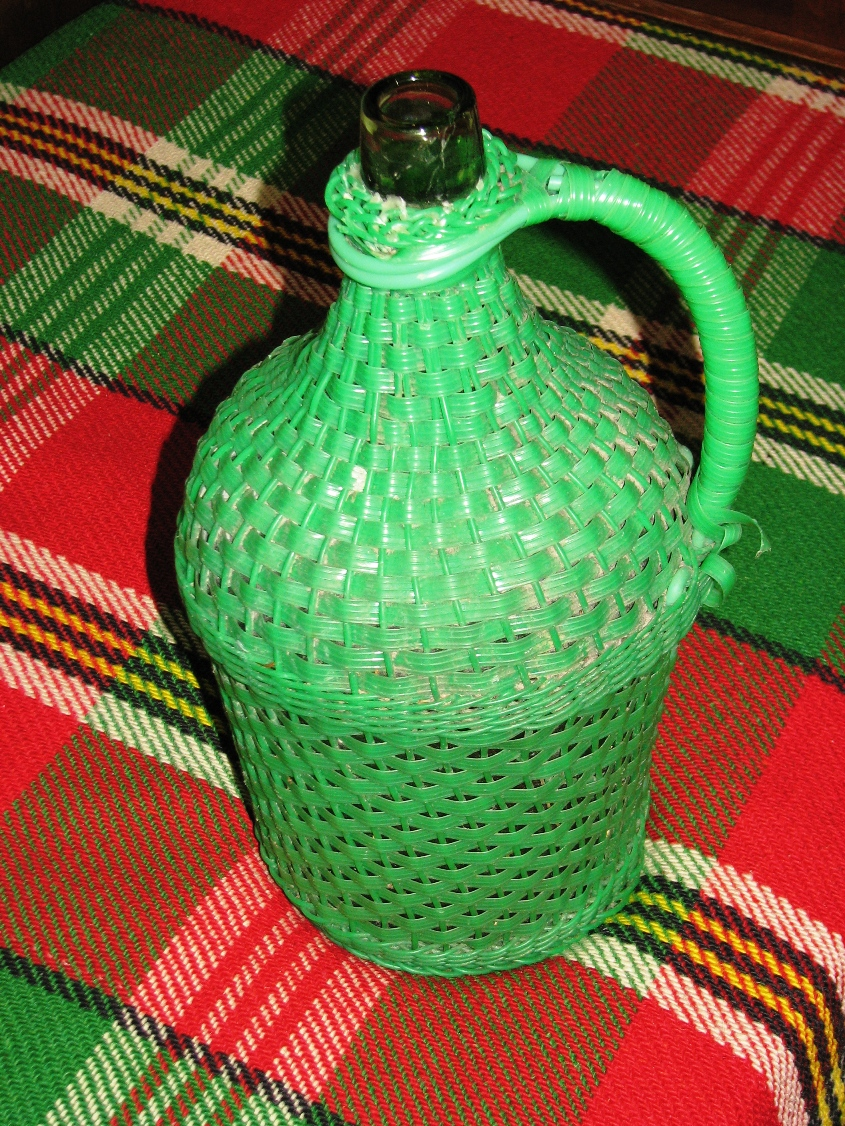
Una damigiana bulgara (damadžana)
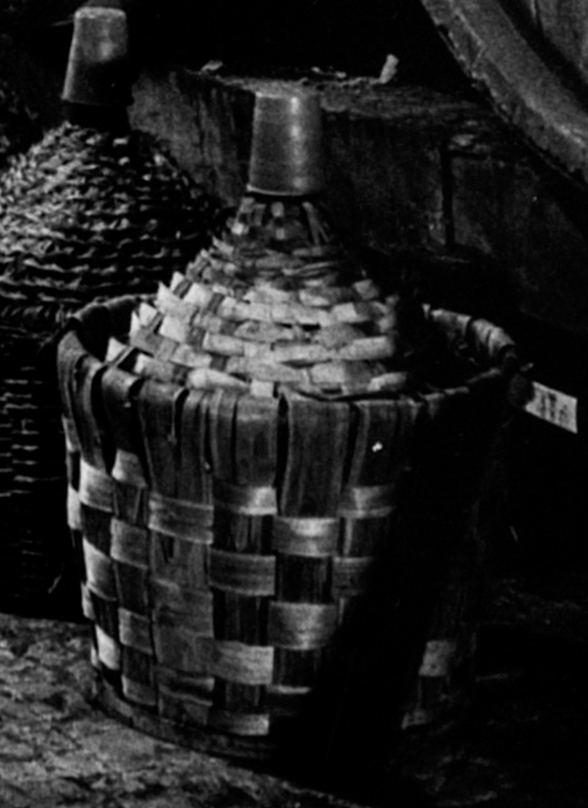
Una damigiana di tipo toscano
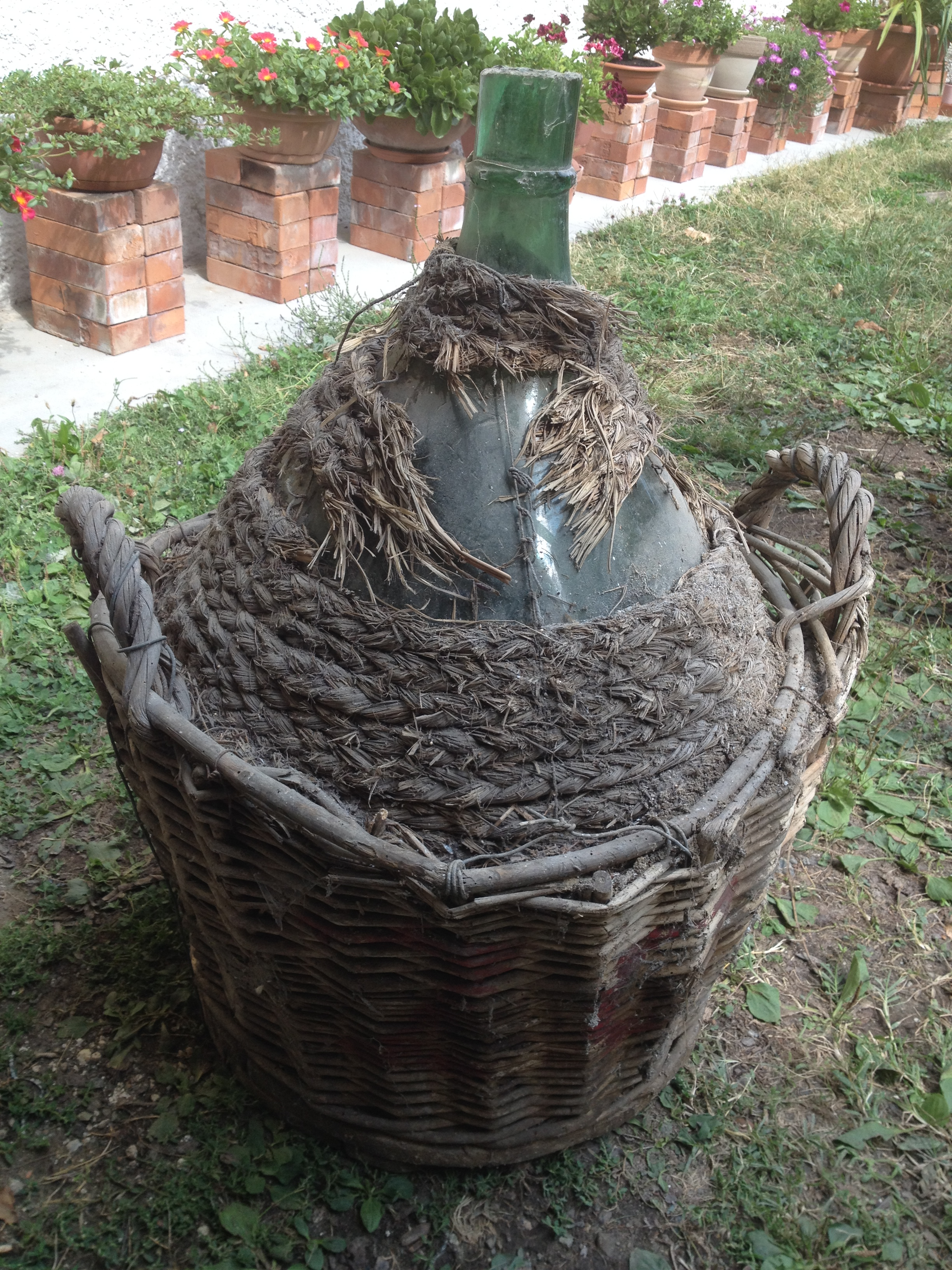
Antica damigiana in vetro soffiato (entroterra savonese)